# Certificat de Trésorerie
 (avril 2021).
Si vous disposez d'ouvrages ou d'articles de référence ou si vous connaissez des sites web de qualité traitant du thème abordé ici, merci de compléter l'article en donnant les références utiles à sa vérifiabilité et en les liant à la section « Notes et références ».
Un Certificat de Trésorerie (CT) est un
titre de créance négociable à court terme (moins d'un an à l'émission) émis par le Royaume de Belgique. Analogues aux BTF du Trésor public français, les CT constituent un support quelque peu marginal de la dette négociable de la Belgique, dont ils représentent à peine plus de 10 %. Leur encours s'élevait à la mi-2005 à 28 milliards d'euros.
Ils sont émis par voie d'adjudication, suivant le mode de l'assimilation et leur marché secondaire a lieu essentiellement sur une filiale spécialisée dans le marché électronique MTS.